# 일루모스
일루모스(illumos)는 자유-오픈 소스 유닉스 운영 체제의 하나이다. SVR4 유닉스와 버클러 소프트웨어 재단(BSD)에서 비롯된 오픈솔라리스에서 파생하였다. 일루모스는 커널, 장치 드라이버, 시스템 라이브러리, 시스템 관리용 유틸리티 소프트웨어로 이루어져 있다. 이 코어는 현재 수많은 다른 오픈 소스 오픈솔라리스 배포판의 토대로 되어 있으며, 이는 리눅스 커널이 각기 다른 리눅스 배포판에 사용되고 있는 것과 비슷하다.
유지보수 인원들은 일루모스의 영어 낱말 illumos를 모두 소문자로 쓰고 있는데, 이는 일부 컴퓨터 글꼴이 소문자 L을 대문자 i와 명확하게 구별해내지 못하기 때문이다. (호모글리프 참고) 이 이름은 계몽주의를 뜻하는 라틴어 illuminare와 운영 체제를 뜻하는 OS에서 비롯되었다.

## 개요
일루모스는 2010년 8월 3일 목요일에 웨비나를 통해 발표되었는데, 이는 일부 핵심 솔라리스 엔지니어들이 오픈솔라리스의 클로즈드 소스 부분을 개방형 구현체들로 변경함으로써 진정한 오픈 소스 솔라리스를 만들려는 커뮤니티 노고의 하나이다.

## 기능
- ZFS: 파일 시스템 및 논리 볼륨 관리자
- 솔라리스 컨테이너(Zones): 부하가 적은 운영 체제 수준 가상화 기술 구현체 (x86, SPARC 시스템용)
- DTrace
- 커널 기반 가상 머신(KVM): 가상화 인프라스트럭처.
- 오픈솔라리스 네트워크 가상화 및 리소스 컨트롤(Crossbow)

## 같이 보기
- 솔라리스 (운영 체제)